# Княже-Байгорская волость
Княже-Байгорская волость — административно-территориальная единица Усманского уезда Тамбовской губернии с центром в селе Княжая Байгора. 

## География
Волость расположена в западной части Усманского уезда. Волостной центр находился в 41 версте от г. Усмани.

## История
Волость образована после реформы 1861 года.
Волостное управление на основании Общего положения о крестьянах 1861 года составляли:
1. Волостной сход;
2. Волостной старшина с волостным правлением;
3. Волостной крестьянский суд.

Волостные правления были ликвидированы постановлением Совнаркома РСФСР от 30 декабря 1917 года «Об органах местного самоуправления». Управление волости передавалось волостным съездам советов и волисполкомам.
Постановлением ВЦИК РСФСР от 4 января 1923 г. передана в состав Воронежской губернии.

## Состав волости
По состоянию на 1914 год состояла из следующих населенных пунктов:
| №  | Название населённого пункта | Тип населенного пункта | Население |
| -- | --------------------------- | ---------------------- | --------- |
| 1. | Княже-Байгора               | село, центр волости    | 6795      |
| 2. | Коробовка                   | село                   | 2171      |
| 3. | Падворки (Нижняя Байгора)   | село                   | 2819      |
| 4  | Телюлюй                     | село                   | 5284      |
| 5  | Малый Телелюй               | сельцо                 | 414       |
| 6  | Выселки с-ца Малый Телюлюй  | выселок                | 356       |
| 7  | Покровка                    | сельцо                 | 116       |

## Религия
Христорождественская церковь в Княже-Байгоре. Церковь каменная, теплая, построена в 1815 г. на средства прихожан. Престолов два: главный — во имя Рождества Христова и придельный — в честь Рождества Пресвятой Богородицы.
Дмитриевская церковь в Коробовке. Церковь теплая, каменная, построена в 1883 г. на средства князя Леонида Вяземскаго. Престол — во имя св. Великомученика Димитрия. Приход открыт в 1841 году.
Дмитриевская церковь с. Подворки. Церковь деревянная, холодная, построена в 1778.году на средства прихожан.
Космодамиановская церковь с. Телелюй. Открыт в 1778 году. Церковь деревянная, построена в 1844 году на средства прихожан.